# Joanot Colom
Joanot Colom (Felanitx, ? - Palma, 1523) va ser un cap dels agermanats mallorquins. Fou barreter d'ofici i visqué amb la seva família a Palma, davant l'església de Sant Nicolau Vell.
Començada la germania, el lloctinent Miguel de Gurrea va acusar-lo de conspiració, i l'empresonà el 6 de febrer de 1521. Això precipità els esdeveniments i l'endemà va ser alliberat per la força. El 15 de febrer de 1521 síndic dels elets, i Miquel Nebot, notari en representació de l'instador surten cap a València, per establir relacions amb la Germania Valenciana i conèixer a fons la seva estructura, permesa en principi per Carles V, de manera que el procés es faci legal a més de legítim. Amb ells hi van Nicolau Ripoll, paraire, Rafel Ripoll i Guillem Vaquer, capellers i Antoni Benet, sastre. Al mateix temps, Jordi Botí, paraire de la Drassana de Santa Creu, i guarda de mar, burla la vigilància i surt amb avisos del virrei cap a la Cort. Amb ell hi va el notari Llorenç Claret, habitant de Sant Miquel.

## Lideratge en la revolta agermanada i mort
Durant la revolta alliberà els esclaus i intentà l'ocupació d'Alcúdia, que resistí diversos setges. L'octubre de 1522, s'enfrontà a les tropes reials, que havien desembarcat a Alcúdia, a Son Fornari (sa Pobla) amb el resultat de més de mil morts. Es refugià a Palma, juntament amb molts de forans, on resistiren el setge de l'exèrcit reial fins al 7 de març del 1523 que capitularen.
Joanot Colom fou empresonat dos mesos al castell de Bellver i degollat, arrossegat i esquarterat el 3 de juny. Els quarters del seu cos foren exposats damunt quatre pilars construïts a diferents llocs de la ciutat, inclosa la Porta Pintada. En aquesta hi hagué el cap exposat durant segles dins una gàbia posada a una fornícula, perquè els veiessin els forans en arribar a la ciutat. La seva execució encetà la repressió contra la Germania. La casa de Colom fou enderrocada i el solar sembrat de sal i a l'indret actualment hi ha una làpida commemorativa col·locada durant la I República, on anualment es ret un homenatge als agermanats.